# Сталевий Щур іде до армії
Сталевий Щур іде до армії (англ. The Stainless Steel Rat Gets Drafted) — фантастичний роман американського письменника Гаррі Гаррісона, що входить в серію Сталевий Щур. Другий у серії, цей роман є продовженням сюжету першого роману «Народження Сталевого Щура». Виданий у 1987 році.

## Сюжет роману
Роман є другим в серії про спритного галактичного шахрая Джеймса Болівара Ді Гріза на прізвисько «Слизький Джим» або «Сталевий Щур», і є по суті логічним продовженням попереднього роману.
На початку роману Джеймс Ді Гріз знаходиться у в'язниці Галактичної Ліги на планеті Стерен-Гвандра і очікує етапування на свою рідну планету Райський Куточок (в інших перекладах Біт О'Хевен). Серед в'язнів — жінок, він впізнає Бібз, члена екіпажу Гарта, свого ворога по першому роману, якому він мав бажання помститися за загибель свого вчителя Слона. Ді Гріз втікає з ув'язнення, а також звільняє Бібз. Від неї від дізнається, що Гарт (який також нашкодив Бібз) знаходиться також на цій планеті, але не на цьому континенті, а на острові Невенкебла, попасти куди досить складно. Також Бібз надає інформацію, що Гарта на цій планеті називали генералом Зеннором. Сама Бібз вирішує залишити планету, але перед відлітом, допомагає Ді Грізу в його бажанні потрапити на острів.
Ді Гріз потрапляє на острів і навіть робить собі нові документи, але його, як юнака призовного віку схоплює патруль і відправляє до армії. Так починається військова служба Стального Щура. Призовна комісія визнає Ді Гріза відповідним до служби і він, як і багато інших рекрутів приносить «добровільну» присягу. Після цього їх відправляють до навчального центра на військовій базі Мортстерторо (де до речі за інформацією Бібз знаходиться Гарт).
Під час подій головний герой здружується з одним з рекрутів, колишнім студентом Мортоном. На базі Ді Гріз більше дізнається про свого ворога, який на справді є генералом і очолює військову правлячу диктатуру острова.
Після подій в яких Мортон дискутує з капралом Гоу, представником верхніх шарів суспільства, Ді Гріз був вимушений знешкодити капрала. Після цього друзі (Ді Гріз вже у однострої капрала) підроблюють документи про своє відбуття до іншої бази, а собі роблять нові. Сталевий Щур, стає сержантом армії Невенкебла, Мортона ж він робить капралом.
З Ді Грізом за допомоги технічних засобів неодноразово вступає в контакт капітан флоту Галактичної Ліги Варод, який наполягав на тому, що Джеймс повинен допомогти Лізі.
Під час участі в атаці на планету Чотжекі, вже як «капітан військової поліції Дрем», Ді Гріз був впізнаний генералом Зеннором і повинен був підданий суду та страчений, але його врятували мешканці планети Чотжекі.
Після звільнення мешканцями планети Чотжекі, був змушений знову повернутися до війська Невенкебла спершу видавши себе за рядового. Сам Ді Гріз починає підривну роботу серед рядового складу війська Невенкебла, призиваючи їх до дезертирства. Під час цих подій, він навіть на деякий час стає майором.
Так як генерал Зеннор для забезпечення з боку мешканців планети покори, вирішив запровадити каральні методи, Ді Гріз вирішує зв'язатися з духовним лідером планети, штучним інтелектом на ім'я Марк IV. Під час розмови з цією машиною, він узнає, що флот Ліги вже летить до Чотжекі, а також багато іншої інформації. До речі одно з питань Сталевої Криси, було пов'язано з прабатьківщиною людства та місцем її знаходження. Марк IV не зміг відповісти на це питання, бо ці події були до його створення, але за його даними назва планети — прабатьківщини було «Бруд» або «Земля». Після розмов в штучним інтелектом Ді Гріз вирушає на зустріч з дезертирами, маючи намір використати їх для помочі у звільненні заручників, але на місці зустрічі виявляється засідка генерала Зеннора (у цих подіях фігурує знову капрал Гоу).
Флот галактичною ліги з'являється майже у той час коли Зеннор був повинен застрелити Ді Гріза. Капітан Варод весь час був у курсі подій і навіть керував ними. Заррода заарештовують та відправляють на лікування, вояків його війська інтернують та депортують на батьківщину, Невенкебла стає відкритою демократичною державою. Щодо самого Ді Гріза, Ліга має свої плани, Джеймс отримає пропозицію стати постійним співробітником Галактичної Ліги. Цю пропозицію Ді Гріз відкидає, але обіцяє виправитися і стати чесною людиною. Галактична Ліга не має до нього питань, його попередні порушення забуті.
Сталевий Щур пропонує своїм друзям відзначити перемогу у винному льоху, який знаходиться якраз недалечко.

## Дієві особи
- Джеймс Болівар Ді Гріз — головний персонаж роману міжгалактичний шахрай;
- Варод — капітан флоту Галактичної Ліги;
- Бібз — член команди капітана Гарта. У в'язниці була під іменем Меріані Гьюфридда. Звільнилася за допомоги ді Гріза, допомагала йому на планеті Стерен-Гвандра;
- Генерал Зеннор (капітан Гарт) — капітан веніанського корабля з попереднього роману, який продав Ді Гріза та Слона рабовласникам на планеті Спайовента. Генерал, очолює військову диктатуру острова Невенкебла;
- Мортон — сослуживець Ді Гріза, колишній студент.

## Місця подій
- Райський Куточок — рідна планета Ді Гріза. Його повинні були туди етапувати з в'язниці на планеті Стерен-Гварда для суду;
- Спайовента — планета з рабовласницьких строєм, з попереднього роману (Народження Сталевого Щура). Події які відбувалися на цій планеті неодноразово згадує Ді Гріз;
- Планета Стерен-Гвандра — планета де був ув'язнений Ді Гріз
  - Брастір — континент планети;
  - Невенкебла — великий острів, що знаходиться недалеко від Брастіру, який багатий копалинами. Мортстерторо велика військова база на острові;
- Чотжекі — планета яку атаковали військові сили Невенкебла. Мешканці підтримують філософію мютюелізма. Голова планети штучний розум Марк IV.

## Грошові одиниці
- Кредити Ліги — основна грошова одиниця галактики;
- Аргхан — роздрібна монета на Брастірі (планета Стерен-Гвандра).
- Вірр — грошова одиниця Чотжекі